# Trawienie u człowieka

Schemat układu pokarmowego człowieka

Trawienie u człowieka – rodzaj trawienia zewnątrzkomórkowego, proces zachodzący w układzie pokarmowym człowieka, w którym wielkocząsteczkowe związki chemiczne (np. białka, węglowodany, tłuszcze), za sprawą enzymów trawiennych układu pokarmowego, rozkładają się na mniejsze cząsteczki w celu ich wchłonięcia i przyswojenia przez organizm.

## Jama ustna
U ludzi proces trawienia zaczyna się już po pobraniu pokarmu do jamy ustnej. Dochodzi tam do zwiększenia wydzielania śliny, która zawiera enzym trawienny – amylazę ślinową. Pożywienie jest rozdrabniane, mieszane ze śliną i przeżuwane za pomocą zębów i języka. Amylaza rozpoczyna trawienie węglowodanów zawartych w pożywieniu. Następnie pokarm formowany jest w kęs pokarmowy i w trakcie połykania jest przemieszczany przez gardło i przełyk do żołądka.

## Żołądek
W żołądku pokarm mieszany jest z sokiem żołądkowym, który ze względu na wysokie stężenie kwasu solnego inaktywuje amylazę ślinową, jednak do momentu zakwaszenia pokarmu amylaza ślinowa jest wciąż aktywna (w konsekwencji 20–40% polisacharydów zostaje rozłożonych). W żołądku częściowemu strawieniu ulegają także białka – pepsynogen wydzielany przez komórki główne ściany żołądka przekształca się pod wpływem działania kwasu solnego w aktywną pepsynę, która częściowo rozkłada większość białek na krótsze łańcuchy polipeptydowe. Lipaza żołądkowa zapoczątkowuje trawienie tłuszczów, ale tylko zemulgowanych (których źródłem są m.in. jajka i mleko). Brak trawienia tłuszczów jest spowodowany brakiem emulgacji – żółć jest wydzielana dopiero do dwunastnicy.

## Jelito cienkie
Dalsze trawienie przebiega w jelicie cienkim. Treść pokarmowa jest partiami przekazywana do dwunastnicy. Hormony jelitowe (sekretyna, cholecystokinina) pobudzają wydzielanie żółci, soku jelitowego oraz soku trzustkowego. W jelicie cienkim, a zwłaszcza w dwunastnicy ma miejsce zasadnicze trawienie. Kwaśna treść pokarmowa przechodząca z żołądka jest neutralizowana przez zasadowy sok trzustkowy, w celu umożliwienia działania enzymów: amylazy trzustkowej, chymotrypsyny, trypsyny, lipazy trzustkowej i innych.
Do dwunastnicy wydzielana jest również żółć zawierająca sole żółciowe, których zadaniem jest zemulgowanie tłuszczów, co czyni je bardziej podatnymi na działanie lipazy.
Tłuszcze są trawione przez lipazę trzustkową (wraz z kolipazą), która działa tylko w fazie wodnej, więc tylko na powierzchni. W wyniku trawienia powstają wolne kwasy tłuszczowe i 2-monoacyloglicerol, które są formowane wraz z kwasami żółciowymi w micele. W tej formie są one transportowane do rąbka szczoteczkowego enterocytów i tam wchłaniane.
W jelicie cienkim wchłaniane są małocząsteczkowe związki, będące produktami hydrolizy. Następuje tu również trawienie bakteryjne, które polega na rozkładzie niestrawionych kawałków pokarmu znajdujących się między kosmkami jelitowymi przez bakterie.

## Jelito grube
W jelicie grubym ulega wchłanianiu woda oraz pewna pula witamin.
Niestrawione resztki pokarmowe są wydalane w postaci kału podczas defekacji.

Przeczytaj ostrzeżenie dotyczące informacji medycznych i pokrewnych zamieszczonych w Wikipedii.